# Casey Jacobsen
Casey Gardner Jacobsen (nacido el  19 de marzo de 1981 en Glendora, California) es un exjugador de baloncesto estadounidense que jugó cinco temporadas en la NBA, una en la Liga ACB y seis más en la Bundesliga.

## Trayectoria deportiva

### Universidad
Jacobsen jugó durante tres temporadas con los Cardinals de la Universidad de Stanford, donde consiguió anotar 49 puntos en un partido ante Arizona State. Fue nombrado en dos ocasiones All-American y acabó su trayectoria colegial con unos promedios de 18,1 puntos y 3,8 rebotes por partido.

### Profesional
Fue elegido en el puesto 22 en el Draft de la NBA de 2002 por Phoenix Suns donde permaneció durante dos temporadas y media, siendo traspasado durante la temporada 2004-05 a New Orleans Hornets. En ambos equipos demostró un excelente porcentaje de tiros de 3 puntos, a pesar de contar con pocos minutos de juego.
En verano de 2005 inicia su aventura europea fichando por el Tau Cerámica de la Liga ACB. Tras esa temporada firma un contrato con Houston Rockets, pero solo juega 4 partidos de pretemporada, siendo cortado antes del inicio de la liga. Es entonces cuando ficha por el Brose Baskets de la Liga Alemana, donde se proclama campeón de liga, siendo nombrado MVP de las finales. En 2007 regresa a la NBA, tras firmar con los Memphis Grizzlies y una temporada más tarde regresa a Alemania para fichar por el ALBA Berlin, vigente campeón de la competición.
En mayo de 2014 anunció su retirada. El Brose Baskets retiró su camiseta con el número 23 como homenaje.

## Estadísticas de su carrera en la NBA

### Temporada regular
| Año     | Equipo      | PJ  | PT | MPP  | %TC  | %3P  | %TL  | RPP | APP | ROB | TPP | PPP |
| ------- | ----------- | --- | -- | ---- | ---- | ---- | ---- | --- | --- | --- | --- | --- |
| 2002–03 | Phoenix     | 72  | 0  | 15.9 | .373 | .315 | .686 | 1.2 | 1.0 | .5  | .1  | 5.1 |
| 2003–04 | Phoenix     | 78  | 13 | 23.4 | .417 | .417 | .820 | 2.6 | 1.3 | .6  | .1  | 6.0 |
| 2004–05 | Phoenix     | 40  | 0  | 19.2 | .414 | .382 | .774 | 1.7 | .9  | .3  | .0  | 5.3 |
| 2004–05 | New Orleans | 44  | 1  | 23.4 | .398 | .364 | .792 | 2.3 | 1.7 | .5  | .2  | 7.6 |
| 2007–08 | Memphis     | 53  | 0  | 10.3 | .339 | .222 | .765 | 1.2 | .4  | .1  | .0  | 2.0 |
| Total   |             | 287 | 14 | 18.5 | .393 | .352 | .769 | 1.8 | 1.1 | .4  | .0  | 5.2 |

#### Playoffs
| Año     | Equipo  | PJ | PT | MPP | %TC  | %3P  | %TL  | RPP | APP | ROB | TPP | PPP |
| ------- | ------- | -- | -- | --- | ---- | ---- | ---- | --- | --- | --- | --- | --- |
| 2002–03 | Phoenix | 6  | 0  | 6.5 | .200 | .400 | .000 | .5  | .3  | .5  | .0  | 1.0 |
| Total   |         | 6  | 0  | 6.5 | .200 | .400 | .000 | .5  | .3  | .5  | .0  | 1.0 |

## Curiosidades
- En la temporada 2004-05, fue el jugador de la NBA que más partidos disputó en la temporada regular, con 84 partidos (un equipo de la NBA disputa 82), debido a su traspaso a mitad de temporada.